# 発電設備の運用
発電設備の運用（はつでんせつびのうんよう）とは、需要家に適切な電力を供給するため、需要に合わせた発電所の運用を行うことである。

## 同時同量
同時同量とは、電圧・周波数を一定とするため、電力消費量と発電量とを一致させることである。
特に周波数の制御は重要であり、0.5Hzの動揺がタービンブレードの異常振動やタービン軸のねじれなどを引き起こすことになる。それゆえ日本の電力会社は、周波数の変動を±0.2Hzに抑えることを目標としており、また電気法規でも同様に定められている。
電気製品の動作に支障がでる場合があるため、発電量と電力消費量の一致はこの面からも求められている。

### アンシラリーサービス
アンシラリーサービスとは、供給区域の配電電力会社から、バランシンググループ（複数の新電力が一つの託送契約を結ぶ）へ、託送・需要と供給の不一致の補正・力率調整（無効電力供給）などを供給するものである。
日本では、計画値同時同量と呼ぶ、配電電力会社とバランシンググループの間で、30分単位で発電量と電力消費量を一致させるシステムで運用されている。
中央給電指令所で、需要と一致するように、発電所の出力を補正する。周波数偏差・電力潮流・発電機の出力などを収集・管理するため、電力系統・制御機器の整備および運用にかなりの費用と人手をかけている。

## 需給調整
需給調整とは、同時同量を達成するために需給調整市場・電力系統・発電設備などの運営を行うことである。

### 調整力
調整力とは、供給区域における周波数制御、需給バランス調整その他の系統安定化業務に必要となる発電設備（揚水発電設備を含む。）、電力貯蔵装置、ディマンドリスポンス（デマンドレスポンス）その他の電力需給を制御するシステムその他これに準ずるもの（但し、流通設備は除く。）の能力である。

### 予備力
予備力とは、供給区域の調整力以外の発電機の発電余力と上げ調整力を足したものである。
- 供給予備力 : 供給計画において、供給能力合計から最大３日平均電力を差し引いたもの。
- 瞬動予備力 : 負荷変動および電源脱落時の系統周波数低下に対して、即時に応動を開始し、急速（10秒程度以内）に出力を増加して、運転予備力が起動し負荷をとる時間まで、継続して発電可能な供給力をいい、部分負荷運転中のガバナフリー発電機余力がこれに当たる。
- 運転予備力 : 並列運転中のものおよび短時間内（10分程度以内）で起動し負荷をとり、待機予備力が起動し負荷をとる時間まで継続して発電し得る供給力をいい、部分負荷運転中の発電機余力や停止中の水力、ガスタービンなどがこれに当たる。
- 待機予備力 : 起動から並列、負荷をとるまでに数時間程度を要する供給力をいい、停止待機中の火力などがこれに当たる。

### 需要変動
需要変動とは、30分平均値からの需要の変動である。
- 短時間需要変動 : 概ね5分以内の周期の需要変動。
- 時間内需要変動 : 30分コマ内の需要の最大値（需要が減少傾向の場合は最小値）と30分平均値との差。
- 需要変動 : 需要想定値（30分平均値）から需要実績値（30分平均値）の誤差。

### 最大電力需要
最大電力需要とは、供給区域の電力需要を足したものである。
- 猛暑H1需要 : 夏季における厳しい気象条件（10年に1回程度の猛暑）における最大電力需要
- 厳寒H1需要 : 冬季における厳しい気象条件（10年に1回程度の厳寒）における最大電力需要
- 厳気象H1需要 : 厳しい気象条件における最大電力需要

### 需給調整市場
需給調整市場とは、調整力の調達・調整力の運用・調整力発動量の実績値による支払いを行う市場である。
- ΔkW : 実需給時点で各時間帯毎に必要な能力をもった電源等を、出力を調整できる状態であらかじめ確保すること

### 容量市場
容量市場とは、中長期的な供給力を確保するために、発電設備のkW価値の収益機会を与える市場である。
- Net Cost of New Entry : 新規発電設備の固定費用から電力量取引やアンシラリーサービスによる利益を差し引いた正味固定費用
- 市場分断 : 容量市場の全国単一オークションにおいて、連系線制約等が発生することにより、kW価格順での約定結果にならないことをいう。
- 需要曲線 : 容量市場オークション（集中型）の開催にあたり、市場管理者が目標調達量とそれに対応する支払価格を設定し、それを基準に設定する曲線をいう。
- 目標調達量 : 容量市場における需要曲線において、調達の目標とする量シミュレーションによる分析によって設定する場合、必要供給予備力とは同値とはならない可能性がある。

## 系統制約
系統制約とは、電力系統で流通させることのできる電力の限度である。
- 変動面での系統制約 : 予想外の需要増減・電源脱落・電力系統事故などに備えた調整力・瞬動予備力の確保
- 容量面での系統制約
  - 供給区域全体の需要・発電所の出力・区域外への送受電との釣り合い
  - 電力系統の発電・変電・送電・配電の設備容量

### 想定潮流の合理化
想定潮流の合理化とは、供給信頼度や電源運用の自由度を大きく低下させることのない範囲で、実態をより反映した電源稼働を前提とすることによって想定潮流の合理化を図り、流通設備効率の向上及び電力系統利用の円滑化を図ることである。

### N-1電制
N-1電制とは、単一設備故障時にリレーシステムで瞬時に電源制限を行うことで運用容量を拡大することである。

## 運用方法
発電設備は、電源脱落・電力系統事故などに備えた調整力・瞬動予備力が確保されるように運用される。
- ガバナフリー運転 : 発電機の回転速度を負荷の変動のいかんにかかわらず、一定の回転速度を保つように、動力である蒸気および水量を自動的に調整する装置である調速機（ガバナ）により、系統周波数の変化に追随して出力を増減させる運転をいう。
- 過負荷運転 : 定格出力を超える出力での運転
- 需給停止 : 電力需要に対して、供給力が十分大きい場合、効率的な需給運用のために発電機を停止することをいう。バランス停止、ＢＳともいう。
- 計画外停止 : 発電所における突発的な事故あるいは計画になかった緊急補修など予期せぬ停止（送電設備の故障による停止も含む）をいう。ただし、軽負荷時間（23時から翌朝6時までの深夜時間）内に限定された停止は除く。

### ベース運用
ベース運用とは、ベースロード用とも呼ばれ、最低要求発電量として、点検時以外、24時間一定出力が確保されなくてはならない。建設費用等の初期投資額が高くても、連続運転能力、ガバナフリー容量が大きい、ランニングコストの低廉なものが最適とされる。
地熱発電・流れ込み式水力発電・再熱再生サイクル式大容量超臨界圧火力発電・原子力発電などで行われる。発電原価は原子力で5.3～13円程度とされている。

### ミドル運用
ミドル運用とは、ピーク時に常用最大出力、その他の時間帯は需要に合わせた出力で運用する。
石炭汽力発電などで行われる。発電原価は燃料費によって大きく変わるが、最も効率的なLNG火力の場合は数年前に7円を切っていて最も効率的であるといわれていた。

### ピーク運用
ピーク運用とは、ピーク時に、燃料費が安くなるように制御し、その他の時間は停止または最低出力で運用する。
日間起動停止(DSS)・週間起動停止(WSS)に対応した、揚水発電・調整池式水力発電・ダム式水力発電・コンバインドサイクル発電・石油汽力発電などで行われる。
揚水発電の発電原価は東京電力の試算で30円を超えている。また、関西電力が試算した火力発電所での発電原価も同じく30円を超えている。東電の揚水発電所は100万kWのものが稼働率10％で計算されているもので、これが実際に運用されている3％程度ということで再計算するなら1kWhは100円を超えるものとなる。この為、最近では電力会社は夏場のピークを落とすための電力料金体系を出してきている。
さらには一日数十分あるいは年間数十時間といった尖頭負荷に対しては、ランニングコストよりも建設費が低廉で、かつ始動から全負荷までに要する時間の短いガスタービンエンジンによる発電設備も各国で稼働中である。

### 調整力の低い時間帯の周波数調整
夜間などの軽負荷時・太陽光発電などの調整しにくいものが多くを占める休日昼間などは、短周期の負荷変動の量はそれほど変わらないので、需給の変化に伴う周波数調整能力が低い。
夜間電力の割引・蓄電池利用など需要の開拓、昼・夜の揚水発電の揚水運転、地域外への送電、太陽光発電の受電停止などが行われている。
揚水時の消費電力を瞬時に変更できる可変速揚水機を、需給変化対応・無効電力の調整に利用している。